# Юбер Дешам
Юбер Дешам (фр. Hubert Louis Marie Deschamps; *13 вересня 1923 Париж — † 29 грудня 1998, Париж)  — французький актор. Жанр: комедія, драма, кримінал.

## Життєпис

### Родина
Народився у родині буржуа в Парижі. Батько Поль Дешам  — куратор музею.

### Навчання і кар'єра
Від 1943  — вивчав образотворче мистецтво. Акторську кар'єру почав відразу після війни, працював у театрі в жанрі пародії. Надалі його кар'єра розподіляється між театром і кіно, в кіно, здебільшого, йому дістаються ролі другого плану. Першу кінороль зіграв у 1950 р. Quai de Grenelle (Міністерство праці).
Знявся у 169 фільмах.

### Смерть
Помер від серцевого нападу. Був похований на цвинтарі Chêne-Arnoult (Yonne).

## Творча діяльність

### Ролі в кіно
| Рік  | Назва українською                                  | Назва французькою                            | Країна                           |
| ---- | -------------------------------------------------- | -------------------------------------------- | -------------------------------- |
| 1992 | Невідомий в хаті                                   | L'Inconnu dans la maison                     | Франція                          |
| 1986 | Асоціація зловмисників                             | Association de malfaiteurs                   | Франція                          |
| 1985 | Сцени із життя                                     | Tranches de vie                              | Франція                          |
| 1985 | Прощавай, борсук                                   | Adieu blaireau                               | Франція                          |
| 1985 | Майбутнє літо                                      | Été prochain, L'                             | Франція                          |
| 1983 | Офіціант                                           | Garçon!                                      | Франция                          |
| 1982 | Придурки на канікулах                              | Sous-doués en vacances, Les                  | Франція                          |
| 1980 | Придурки на іспитах                                | Sous-doués, Les                              | Франція                          |
| 1980 | Інспектор-гаволов                                  | Inspecteur la Bavure                         | Франція                          |
| 1980 | Жінка банкір                                       | Woman Banker, The                            | Франція                          |
| 1979 | Південні демони                                    | Démons de midi                               | Франція                          |
| 1979 | Удар головою                                       | Coup de tête                                 | Франція                          |
| 1978 | Сварка                                             | Zizanie, La                                  | Франція                          |
| 1977 | Рішильє                                            | Richelieu                                    | Франція                          |
| 1977 | Ніжний поліцейський                                | Tendre poulet                                | Франція                          |
| 1976 | Бартлби                                            | Bartleby                                     | Франція                          |
| 1975 | Серйозний, ніби задоволення                        | Serious as Pleasure Sérieux comme le plaisir | Франція                          |
| 1975 | Самець століття                                    | Mâle du siècle, Le                           | Франция                          |
| 1975 | Зіґ-зіґ                                            | Zig zig                                      | Франція, Італія                  |
| 1974 | Відкрита паща                                      | La Gueule ouverte                            | Франція                          |
| 1974 | Диявольське тріо                                   | Le trio infernal                             | ФРН                              |
| 1974 | Гаспари                                            | Gaspards, Les                                | Франція, Бельгія                 |
| 1973 | Надзвичайний                                       | Magnifique, Le                               | Франція, Італія                  |
| 1972 | Надзвичайно красиві, щоб бути чесними              | Trop jolies pour être honnêtes               | Франція                          |
| 1968 | Татуйований                                        | Tatoué, Le                                   | Італія, Франція                  |
| 1965 | Гультіпаки                                         | Bons vivants, Les                            | Франція, Італія                  |
| 1965 | Компаньйон                                         | Un monsieur de compagnie                     | Італія, Франція                  |
| 1965 | Друзі                                              | Copains, Les                                 | Франція                          |
| 1964 | Суп епізод (епізод, у титрах немає)                | Bonne soupe, La                              | Франція                          |
| 1964 | Картопля                                           | Patate                                       | Італія, Франція                  |
| 1964 | Гра в ящик                                         | Des pissenlits par la racine                 | Франція, Італія, Західний Берлін |
| 1964 | Барбузи — секретні агенти (епізод, у титрах немає) | Barbouzes, Les                               | Франція                          |
| 1963 | Вагомі докази                                      | Bonnes causes, Les                           | Франція                          |
| 1963 | Блукаючий вогник                                   | Feu follet, Le                               | Франція                          |
| 1962 | Тартарен із Тараскона                              | Tartarin de Tarascon                         | Франція                          |
| 1962 | Арсен Люпен супротив Арсена Люпена                 | Arsène Lupin contre Arsène Lupin             | Франція                          |
| 1961 | Справа Ніни Б.                                     | Affaire Nina B., L'                          | ФРН, Франція                     |
| 1961 | Серпень (у титрах немає)                           | Auguste                                      | Франція                          |
| 1960 | Родина Феньюар                                     | La Famille Fenouillard                       | Франція                          |
| 1960 | Зазі в метро                                       | Zazie dans le métro                          | Італія, Франція                  |
| 1960 | Вбивство на 45-й вулиці                            | Meurtre en 45 tours                          | Франція                          |
| 1958 | Стомлені (короткометражний)                        | Les Surmenés                                 | Франція                          |
| 1957 | Шпигуни (у титрах немає)                           | Les Espions                                  | Франція                          |
| 1957 | Зовсім недоречно                                   | Comme un cheveu sur la soupe                 | Франція                          |
| 1957 | Пішки, верхи та на машині                          | Pied, à cheval et en voiture, À              | Франція, Італія                  |
| 1957 | Ліфт на ешафот                                     | Ascenseur pour l'échafaud                    | Франція                          |
| 1957 | Кишенькове кохання                                 | Amour de poche, Un                           | Франція                          |
| 1956 | Короткий розум                                     | Courte-tête                                  | Франція                          |
| 1955 | Порочні (у титрах немає)                           | Les Impures                                  | Франція                          |
| 1954 | Французький канкан (епізоду титрах немає)          | French Cancan                                | Франція, Італія                  |
| 1954 | Тато, мама, служниця і я (епізод, у титрах немає)  | Papa, maman, la bonne et moi…                | Франція                          |
| 1954 | Чоловіки думають тільки про це                     | Les Hommes ne pensent qu'à ça                | Франція                          |
| 1954 | Братство                                           | Fraternité                                   | Франція                          |
| 1951 | Утопія                                             | Atoll K                                      | Франція                          |
| 1950 | Вулиця без закону (у титрах немає)                 | Rue sans loi, La                             | Франція                          |
| 1950 | Міністерство праці                                 | Quai de Grenelle                             | Франція                          |

### Театр
- 1949 День Губернатора, режисер Жан-П'єр Грен'є (Jean-Pierre Grenier), Театр Ренесанс (Théâtre de la Renaissance)

- 1950 Незнайомець у театрі, кабаре Chez Gilles

- 1951 Три мушкетери Олександра Дюма, режисер Жан-П'єр Греньє, Театр «Де ля Порт Сен-Мартен» («Théâtre de la Porte Saint-Martin»)

- 1951 Меч мого батька, режисер П'єр Дукс (Pierre Dux), Театр «Париж» (Théâtre de Paris)

- 1952 Острів скарбів, Роберт Льюїс Стівенсон, Театр «Де ля Порт Сен-Мартен» («Théâtre de la Porte Saint-Martin»)

- 1952 Жебраки в раю, Театр «Де ля Порт Сен-Мартен» («Théâtre de la Porte Saint-Martin»)

- 1953 Міністерство фінансів Роджер Мак Дугалл, режисер П'єр Дукс (Pierre Dux)

- 1957 Приборкання норовливої, постановка Жоржа Віталія (Georges Vitaly)

- 1957 Пісня про Роланда, Фестиваль Каркассон (Festival de Carcassonne)

- 1957 Все добре, що добре кінчається (Вільяма Шекспіра), Фестиваль Каркассон (Festival de Carcassonne)

- 1967 Скупий (Мольер), NPT

- 1990 Вишневий сад (А. П. Чехова), режисер Жак Роні (Jacques Rosny), Театр Де ля Мадлен (Théâtre de la Madeleine)

### Озвучував
- 1980 Король та птах Roi et l'oiseau, Le (Франція, анімаційний)